# Председател на Съвета на министрите на СССР
Председател на Съвета на министрите на СССР е официалното наименование на длъжността на ръководителя на правителството - върховния орган на изпълнителната власт, на Съветския съюз.
До създаването на СССР на 30 декември 1922 г. и съставянето на 6 юли 1923 г. на първото съюзно правителство (наречено Съвет на народните комисари на СССР или съкратено Совнарком) Совнаркомът (правителството) на РСФСР (Съветска Русия) фактически координира взаимодействието между съветските републики, възникнали на територията на бившата Руска империя.
Ръководителите на правителството на СССР задължително влизат в Политбюро на Централния комитет на Комунистическата партия. Фактическата държавна власт се намира в лидера на Комунистическата партия. Някои от ръководителите на Съветския съюз съвместяват тези постове. Това са Владимир, Ленин, Йосиф Сталин и Никита Хрушчов.

## Наименования на длъжността
През цялата история на страната официалното наименование на длъжността се мени в следните варианти:
- 6 юли 1923 – 15 март 1946: председател на Съвета на народните комисари на СССР (съкратено: Совнарком),
- 15 март 1946 – 14 януари 1991: председател на Съвета на министрите на СССР (съкратено: Совмин),
- 14 януари 1991 – 5 септември 1991: първи министър на СССР,
- 5 септември 1991 – 20 септември 1991: председател на Комитета по оперативното управление на народното стопанство на СССР,
- 20 септември 1991 – 14 ноември 1991: председател на Междурепубликанския икономически комитет на СССР,
- 14 ноември 1991 – 26 декември 1991: председател на Междурепубликанския икономически комитет на СССР – първи министър на Икономическата общност.

## Заемали поста
- Владимир Ленин (1922-1923 като председател на Совнаркома на РСФСР, 1923-1924 като председател на Совнаркома на СССР)
- Алексей Риков (1924-1930)
- Вячеслав Молотов (1930-1941)
- Йосиф Сталин (1941-1953)
- Георгий Маленков (1953-1955)
- Николай Булганин (1955-1958)
- Никита Хрушчов (1958-1964)
- Алексей Косигин (1964-1980)
- Николай Тихонов (1980-1985)
- Николай Рижков (1985-1991)
- Валентин Павлов (1991)
- Иван Силаев (1991)